# Tour de Nuremberg féminin 2009
La 13e édition du Tour de Nuremberg féminin a lieu le 13 septembre 2009. C'est la dixième et dernière épreuve de la Coupe du monde. Elle est remportée par la néerlandaise Kirsten Wild.

## Équipes
| Équipes féminines professionnelles (12)- Bigla - Columbia-HTC Women - Cervélo TestTeam - DSB Bank-Nederland Bloeit - Flexpoint - Fenixs - Hitec Products-UCK - Leontien.nl - Lotto-Belisol Ladiesteam - Equipe Nürnberger Versicherung - Red Sun Cycling Team - Uniqa-Elk Équipes nationales (3)- Allemagne - Australie - France |
| |

## Parcours
Dix tours d'un circuit long de 12,9 km sont effectués. Celui-ci est plat, à l'exception d'un très légère montée vers le château, et emprunte des routes larges avec peu de virages,.

## Récit de la course
Kirsten Wild s'impose au sprint.

## Classements

### Classement final
| Classement général final | Classement général final | Classement général final | Classement général final    | Classement général final |
|                          | Coureur                  | Pays                     | Équipe                      | Temps                    |
| ------------------------ | ------------------------ | ------------------------ | --------------------------- | ------------------------ |
| 1er                      | Kirsten Wild             | Pays-Bas                 | Cervélo Test Team Women     | en 3 h 13 min 6 s        |
| 2e                       | Rochelle Gilmore         | Australie                | HP - Teschner               | +0 s                     |
| 3e                       | Ina-Yoko Teutenberg      | Allemagne                | Columbia-HTC Women          | +0 s                     |
| 4e                       | Kirsty Broun             | Australie                | Australie                   | +0 s                     |
| 5e                       | Suzanne De Goede         | Pays-Bas                 | Nürnberger Versicherung     | +0 s                     |
| 6e                       | Marianne Vos             | Pays-Bas                 | DSB Bank - Nederland bloeit | +0 s                     |
| 7e                       | Sara Mustonen            | Suède                    | Cykelcity.se                | +0 s                     |
| 8e                       | Nathalie Lamborelle      | Pays-Bas                 | Uniqa - Elk                 | +0 s                     |
| 9e                       | Pascale Jeuland          | France                   | Vienne Futuroscope          | +0 s                     |
| 10e                      | Monique van de Ree       | Pays-Bas                 | Leontien.nl                 | +0 s                     |
| modifier                 |                          |                          |                             |                          |

### Points attribués
| Position           | 1er | 2e | 3e | 4e | 5e | 6e | 7e | 8e | 9e | 10e | 11e | 12e | 13e | 14e | 15e |
| Classement général | 100 | 70 | 40 | 30 | 25 | 20 | 15 | 10 | 9  | 8   | 7   | 6   | 5   | 4   | 3   |

## Liste des participantes
| Columbia-HTC Women TCW | Columbia-HTC Women TCW            | Columbia-HTC Women TCW |
| ---------------------- | --------------------------------- | ---------------------- |
| Num                    | Coureuse                          | Pos                    |
| 1                      | Judith Arndt (GER)                | 62e                    |
| 2                      | Ina-Yoko Teutenberg (GER) (route) | 3e                     |
| 3                      | Ellen van Dijk (NED)              | 44e                    |
| 4                      | Katherine Bates (AUS)             | 45e                    |
| 5                      | Emilia Fahlin (SWE)               | 59e                    |
| 6                      | Luise Keller (GER)                | 75e                    |

| Cervélo TestTeam CWT | Cervélo TestTeam CWT    | Cervélo TestTeam CWT |
| -------------------- | ----------------------- | -------------------- |
| Num                  | Coureuse                | Pos                  |
| 11                   | Kirsten Wild (NED)      | 1re                  |
| 12                   | Lieselot Decroix (BEL)  | 55e                  |
| 13                   | Sarah Düster (GER)      | 66e                  |
| 14                   | Patricia Schwager (SUI) | 70e                  |
| 15                   | Émilie Aubry (SUI)      | AB                   |
| 16                   | Sandra Dietl (GER)      | AB                   |

| Equipe Nürnberger Versicherung NUR | Equipe Nürnberger Versicherung NUR | Equipe Nürnberger Versicherung NUR |
| ---------------------------------- | ---------------------------------- | ---------------------------------- |
| Num                                | Coureuse                           | Pos                                |
| 21                                 | Suzanne de Goede (NED)             | 5e                                 |
| 22                                 | Marlen Jöhrend (GER)               | 29e                                |
| 23                                 | Trixi Worrack (GER)                | 69e                                |
| 24                                 | Amber Neben (USA)                  | 72e                                |
| 25                                 | Eva Lutz (GER)                     | 73e                                |
| 26                                 | Charlotte Becker (GER)             | 76e                                |

| DSB Bank-Nederland Bloeit ARC | DSB Bank-Nederland Bloeit ARC | DSB Bank-Nederland Bloeit ARC |
| ----------------------------- | ----------------------------- | ----------------------------- |
| Num                           | Coureuse                      | Pos                           |
| 31                            | Marianne Vos (NED) (route)    | 6e                            |
| 32                            | Annemiek van Vleuten (NED)    | 26e                           |
| 33                            | Liesbet De Vocht (BEL)        | 39e                           |
| 34                            | Adrie Visser (NED)            | 49e                           |
| 35                            | Marieke van Wanroij (NED)     | 51e                           |
| 36                            | Tina Liebig (GER)             | 64e                           |

| Leontien.nl LNL | Leontien.nl LNL           | Leontien.nl LNL |
| --------------- | ------------------------- | --------------- |
| Num             | Coureuse                  | Pos             |
| 41              | Monique van de Ree (NED)  | 10e             |
| 43              | Chantal Blaak (NED)       | 25e             |
| 44              | Andrea Bosman (NED)       | 38e             |
| 44              | Irene van den Broek (NED) | 28e             |
| 45              | Marlijn Binnendijk (NED)  | AB              |

| Bigla BCT | Bigla BCT                    | Bigla BCT |
| --------- | ---------------------------- | --------- |
| Num       | Coureuse                     | Pos       |
| 51        | Monica Holler (SWE)          | 18e       |
| 52        | Jennifer Hohl (SUI) (route)  | 19e       |
| 53        | Bettina Kühn (SUI)           | 27e       |
| 54        | Modesta Vžesniauskaitė (LTU) | 43e       |
| 55        | Veronica Andrèasson (SWE)    | 56e       |
| 56        | Jessica Uebelhart (SUI)      | 68e       |

| Flexpoint FLX | Flexpoint FLX         | Flexpoint FLX |
| ------------- | --------------------- | ------------- |
| Num           | Coureuse              | Pos           |
| 61            | Loes Gunnewijk (NED)  | 41e           |
| 62            | Trine Schmidt (DEN)   | 65e           |
| 63            | Saskia Elemans (NED)  | 74e           |
| 64            | Mirjam Melchers (NED) | AB            |

| Red Sun Cycling Team RSC | Red Sun Cycling Team RSC         | Red Sun Cycling Team RSC |
| ------------------------ | -------------------------------- | ------------------------ |
| Num                      | Coureuse                         | Pos                      |
| 71                       | Emma Johansson (SWE)             | 13e                      |
| 72                       | Mascha Pijnenborg (NED)          | 30e                      |
| 73                       | Inge Klep (NED)                  | 35e                      |
| 74                       | Petra Dijkman (NED)              | 40e                      |
| 75                       | Paulina Brzeźna-Bentkowska (POL) | 47e                      |
| 76                       | Anne Arnouts (BEL)               | 71e                      |

| Lotto-Belisol Ladiesteam LLT | Lotto-Belisol Ladiesteam LLT | Lotto-Belisol Ladiesteam LLT |
| ---------------------------- | ---------------------------- | ---------------------------- |
| Num                          | Coureuse                     | Pos                          |
| 81                           | Rochelle Gilmore (AUS)       | 2e                           |
| 82                           | Kim Schoonbaert (BEL)        | 23e                          |
| 83                           | Sofie De Vuyst (BEL)         | 24e                          |
| 84                           | Emma Mackie (AUS)            | 52e                          |
| 85                           | Linn Torp (NOR) (route)      | 60e                          |

| Uniqa - ELK KSK | Uniqa - ELK KSK                   | Uniqa - ELK KSK |
| --------------- | --------------------------------- | --------------- |
| Num             | Coureuse                          | Pos             |
| 91              | Nathalie Lamborelle (LUX) (route) | 8e              |
| 92              | Stefanie Degle (GER)              | 22e             |
| 93              | Martina Růžičková (CZE) (route)   | 32e             |
| 94              | Manuela Grunzweil (AUT)           | 50e             |

| Hitec Products-UCK HPU | Hitec Products-UCK HPU    | Hitec Products-UCK HPU |
| ---------------------- | ------------------------- | ---------------------- |
| Num                    | Coureuse                  | Pos                    |
| 101                    | Sara Mustonen (SWE)       | 7e                     |
| 102                    | Rachel Mercer (NZL)       | 17e                    |
| 103                    | Eyelien Bekkering (NED)   | 42e                    |
| 104                    | Line Margareta Foss (NOR) | 46e                    |
| 105                    | Tone Hatteland Lima (NOR) | AB                     |

| Fenixs FEN | Fenixs FEN                      | Fenixs FEN |
| ---------- | ------------------------------- | ---------- |
| Num        | Coureuse                        | Pos        |
| 111        | Catherine Hare Willianson (GBR) | 11e        |
| 112        | Alice Marmorini (ITA)           | 12e        |
| 113        | Suzie Godart (LUX)              | 33e        |
| 114        | Urtė Juodvalkytė (LTU)          | 34e        |
| 115        | Karin Aune (SWE)                | 36e        |
| 116        | Maddalena Dinato (ITA)          | AB         |

| France FRA | France FRA                       | France FRA |
| ---------- | -------------------------------- | ---------- |
| Num        | Coureuse                         | Pos        |
| 121        | Pascale Jeuland                  | 9e         |
| 122        | Sophie Creux                     | 14e        |
| 123        | Christel Ferrier-Bruneau (route) | 15e        |
| 124        | Julie Krasniak                   | 21e        |
| 125        | Karine Gautard-Roussel           | 31e        |
| 126        | Edwige Pitel                     | 53e        |

| Australie AUS | Australie AUS    | Australie AUS |
| ------------- | ---------------- | ------------- |
| Num           | Coureuse         | Pos           |
| 131           | Kirsty Broun     | 4e            |
| 132           | Tiffany Cromwell | 48e           |
| 133           | Alexis Rhodes    | 58e           |
| 134           | Ruth Corset      | 61e           |
| 135           | Rachel Neylan    | 63e           |
| 136           | Vicki Whitelaw   | 77e           |

| Allemagne GER | Allemagne GER            | Allemagne GER |
| ------------- | ------------------------ | ------------- |
| Num           | Coureuse                 | Pos           |
| 141           | Denise Zuckermandel      | 16e           |
| 142           | Martina Zwick            | 20e           |
| 143           | Anna-Bianca Schnitzmeier | 37e           |
| 144           | Jana Schemmer            | 54e           |
| 145           | Franziska Merten         | 57e           |
| 146           | Laura Dittmann           | 67e           |

| Columbia-HTC Women TCW | Columbia-HTC Women TCW            | Columbia-HTC Women TCW |
| ---------------------- | --------------------------------- | ---------------------- |
| Num                    | Coureuse                          | Pos                    |
| 1                      | Judith Arndt (GER)                | 62e                    |
| 2                      | Ina-Yoko Teutenberg (GER) (route) | 3e                     |
| 3                      | Ellen van Dijk (NED)              | 44e                    |
| 4                      | Katherine Bates (AUS)             | 45e                    |
| 5                      | Emilia Fahlin (SWE)               | 59e                    |
| 6                      | Luise Keller (GER)                | 75e                    |

| Cervélo TestTeam CWT | Cervélo TestTeam CWT    | Cervélo TestTeam CWT |
| -------------------- | ----------------------- | -------------------- |
| Num                  | Coureuse                | Pos                  |
| 11                   | Kirsten Wild (NED)      | 1re                  |
| 12                   | Lieselot Decroix (BEL)  | 55e                  |
| 13                   | Sarah Düster (GER)      | 66e                  |
| 14                   | Patricia Schwager (SUI) | 70e                  |
| 15                   | Émilie Aubry (SUI)      | AB                   |
| 16                   | Sandra Dietl (GER)      | AB                   |

| Equipe Nürnberger Versicherung NUR | Equipe Nürnberger Versicherung NUR | Equipe Nürnberger Versicherung NUR |
| ---------------------------------- | ---------------------------------- | ---------------------------------- |
| Num                                | Coureuse                           | Pos                                |
| 21                                 | Suzanne de Goede (NED)             | 5e                                 |
| 22                                 | Marlen Jöhrend (GER)               | 29e                                |
| 23                                 | Trixi Worrack (GER)                | 69e                                |
| 24                                 | Amber Neben (USA)                  | 72e                                |
| 25                                 | Eva Lutz (GER)                     | 73e                                |
| 26                                 | Charlotte Becker (GER)             | 76e                                |

| DSB Bank-Nederland Bloeit ARC | DSB Bank-Nederland Bloeit ARC | DSB Bank-Nederland Bloeit ARC |
| ----------------------------- | ----------------------------- | ----------------------------- |
| Num                           | Coureuse                      | Pos                           |
| 31                            | Marianne Vos (NED) (route)    | 6e                            |
| 32                            | Annemiek van Vleuten (NED)    | 26e                           |
| 33                            | Liesbet De Vocht (BEL)        | 39e                           |
| 34                            | Adrie Visser (NED)            | 49e                           |
| 35                            | Marieke van Wanroij (NED)     | 51e                           |
| 36                            | Tina Liebig (GER)             | 64e                           |

| Leontien.nl LNL | Leontien.nl LNL           | Leontien.nl LNL |
| --------------- | ------------------------- | --------------- |
| Num             | Coureuse                  | Pos             |
| 41              | Monique van de Ree (NED)  | 10e             |
| 43              | Chantal Blaak (NED)       | 25e             |
| 44              | Andrea Bosman (NED)       | 38e             |
| 44              | Irene van den Broek (NED) | 28e             |
| 45              | Marlijn Binnendijk (NED)  | AB              |

| Bigla BCT | Bigla BCT                    | Bigla BCT |
| --------- | ---------------------------- | --------- |
| Num       | Coureuse                     | Pos       |
| 51        | Monica Holler (SWE)          | 18e       |
| 52        | Jennifer Hohl (SUI) (route)  | 19e       |
| 53        | Bettina Kühn (SUI)           | 27e       |
| 54        | Modesta Vžesniauskaitė (LTU) | 43e       |
| 55        | Veronica Andrèasson (SWE)    | 56e       |
| 56        | Jessica Uebelhart (SUI)      | 68e       |

| Flexpoint FLX | Flexpoint FLX         | Flexpoint FLX |
| ------------- | --------------------- | ------------- |
| Num           | Coureuse              | Pos           |
| 61            | Loes Gunnewijk (NED)  | 41e           |
| 62            | Trine Schmidt (DEN)   | 65e           |
| 63            | Saskia Elemans (NED)  | 74e           |
| 64            | Mirjam Melchers (NED) | AB            |

| Red Sun Cycling Team RSC | Red Sun Cycling Team RSC         | Red Sun Cycling Team RSC |
| ------------------------ | -------------------------------- | ------------------------ |
| Num                      | Coureuse                         | Pos                      |
| 71                       | Emma Johansson (SWE)             | 13e                      |
| 72                       | Mascha Pijnenborg (NED)          | 30e                      |
| 73                       | Inge Klep (NED)                  | 35e                      |
| 74                       | Petra Dijkman (NED)              | 40e                      |
| 75                       | Paulina Brzeźna-Bentkowska (POL) | 47e                      |
| 76                       | Anne Arnouts (BEL)               | 71e                      |

| Lotto-Belisol Ladiesteam LLT | Lotto-Belisol Ladiesteam LLT | Lotto-Belisol Ladiesteam LLT |
| ---------------------------- | ---------------------------- | ---------------------------- |
| Num                          | Coureuse                     | Pos                          |
| 81                           | Rochelle Gilmore (AUS)       | 2e                           |
| 82                           | Kim Schoonbaert (BEL)        | 23e                          |
| 83                           | Sofie De Vuyst (BEL)         | 24e                          |
| 84                           | Emma Mackie (AUS)            | 52e                          |
| 85                           | Linn Torp (NOR) (route)      | 60e                          |

| Uniqa - ELK KSK | Uniqa - ELK KSK                   | Uniqa - ELK KSK |
| --------------- | --------------------------------- | --------------- |
| Num             | Coureuse                          | Pos             |
| 91              | Nathalie Lamborelle (LUX) (route) | 8e              |
| 92              | Stefanie Degle (GER)              | 22e             |
| 93              | Martina Růžičková (CZE) (route)   | 32e             |
| 94              | Manuela Grunzweil (AUT)           | 50e             |

| Hitec Products-UCK HPU | Hitec Products-UCK HPU    | Hitec Products-UCK HPU |
| ---------------------- | ------------------------- | ---------------------- |
| Num                    | Coureuse                  | Pos                    |
| 101                    | Sara Mustonen (SWE)       | 7e                     |
| 102                    | Rachel Mercer (NZL)       | 17e                    |
| 103                    | Eyelien Bekkering (NED)   | 42e                    |
| 104                    | Line Margareta Foss (NOR) | 46e                    |
| 105                    | Tone Hatteland Lima (NOR) | AB                     |

| Fenixs FEN | Fenixs FEN                      | Fenixs FEN |
| ---------- | ------------------------------- | ---------- |
| Num        | Coureuse                        | Pos        |
| 111        | Catherine Hare Willianson (GBR) | 11e        |
| 112        | Alice Marmorini (ITA)           | 12e        |
| 113        | Suzie Godart (LUX)              | 33e        |
| 114        | Urtė Juodvalkytė (LTU)          | 34e        |
| 115        | Karin Aune (SWE)                | 36e        |
| 116        | Maddalena Dinato (ITA)          | AB         |

| France FRA | France FRA                       | France FRA |
| ---------- | -------------------------------- | ---------- |
| Num        | Coureuse                         | Pos        |
| 121        | Pascale Jeuland                  | 9e         |
| 122        | Sophie Creux                     | 14e        |
| 123        | Christel Ferrier-Bruneau (route) | 15e        |
| 124        | Julie Krasniak                   | 21e        |
| 125        | Karine Gautard-Roussel           | 31e        |
| 126        | Edwige Pitel                     | 53e        |

| Australie AUS | Australie AUS    | Australie AUS |
| ------------- | ---------------- | ------------- |
| Num           | Coureuse         | Pos           |
| 131           | Kirsty Broun     | 4e            |
| 132           | Tiffany Cromwell | 48e           |
| 133           | Alexis Rhodes    | 58e           |
| 134           | Ruth Corset      | 61e           |
| 135           | Rachel Neylan    | 63e           |
| 136           | Vicki Whitelaw   | 77e           |

| Allemagne GER | Allemagne GER            | Allemagne GER |
| ------------- | ------------------------ | ------------- |
| Num           | Coureuse                 | Pos           |
| 141           | Denise Zuckermandel      | 16e           |
| 142           | Martina Zwick            | 20e           |
| 143           | Anna-Bianca Schnitzmeier | 37e           |
| 144           | Jana Schemmer            | 54e           |
| 145           | Franziska Merten         | 57e           |
| 146           | Laura Dittmann           | 67e           |

Source. Note: Les dossards ne sont pas connus.